# 南嶋人
南嶋人（なんとうじん）とは、古代日本において南西諸島地域の住民をさす呼称。主に『続日本紀』で用いられた。

## 概要
『日本書紀』には616年に夜勾・掖玖の人が複数に分けて合計30人来朝し、朴井に永住したという記述が見られ、
629年には大和朝廷から掖玖に使として田部連が派遣されたという記載がある。
その後679年倭馬飼部造連を大使として多禰島に派遣。
682年に多禰人・掖玖人・阿麻彌人が来朝し朝貢と授位という記載。
695年には文忌寸博勢と下訳語諸田を多禰に派遣などの記述がある。
『続日本紀』には698年、文忌寸博勢を含む8人が、南嶋調査のために派遣され、
699年には多褹・掖玖・菴美に加えて度感が来朝し朝貢、
大宝2年(702年)には「薩摩（の隼人）と多褹が化を隔てて命に逆らう。是に於いて兵を発して征討し、戸を校して吏（国司のこと）を置けり」という記述があり、議論はあるもののこれが行政区としての薩摩国と多禰国の設置を示すと考えられている。
714年には奄美・夜久・度感に加え信覚と球美が入朝し、陸奥・出羽の蝦夷とともに朝賀に参列。720年には232人、727年には132人と、多くの南嶋人が朝貢し大量の授位が行われた。一方で727年以降は南嶋人の来朝は記録に残らなくなる。
当時の律令に基づく文書には毛人（蝦夷）、肥人（隼人）とともに阿麻弥人が夷人雑類とされており、朝廷からは異民族と認識されていた。
735年（天平7）には高橋連牛飼を南島に遣わし、島名、泊船所、有水所、国（本土）への往来の行程などを明示した札を立てたという。これは遣唐使船が南島に漂着した際のためだったようである。754年には、大宰府がこれを補修することを命じられている。中国の僧鑑真が便乗した753年の遣唐使の帰国船は南島を経由して帰還しており、そのときのことを記した『唐大和上東征伝』には「阿児奈波嶋」が登場する。
その後南島に関する記録は、南嶋、南嶋人という表記そのものとともに日本の史料から殆ど消える。
理由としては遣唐使の廃止などにより朝廷がこの地域への関心を失ったこと、律令制の崩壊に伴い朝廷の南島経営が後退したためだとされている。
『類聚三代格』には天長元年（824年）に多褹国が「多損少益」として廃止されたとある。902年の『円珍伝』や平安時代末期の『今昔物語集』には流求（琉球）について「人を食う国なり」と書かれていることから後述する貴駕島より先は統治どころかまともな交流すらない化外の地扱いだったようである。
997年、奄美嶋者（もしくは南蛮賊徒）が薩摩、筑前、壱岐、対馬を襲撃し、998年にはこれを追捕（征伐）する命が大宰府から「貴駕島」へと発せられている。この貴駕島は現在の喜界島と考えられ、大規模建築跡を含む城久遺跡群が発見されたことにより、ここが命令を受領した「貴駕島」の統治機構の所在地だと推定されている。翌年には大宰府は追討を実施したことを言上している
なお996年、1020年にも薩摩などへの襲撃があったという。
その後吾妻鏡の1187年の記録には貴海島（喜界島）について、1160年に薩摩からかの地へ逐電した阿多忠景（平忠景）を平清盛が追討しようとしたが追手の船が島に辿りつけず断念した例を挙げて日域かどうかも怪しいと書かれており、この頃までには朝廷は南島の統治を失っていたようである。

## 南嶋の一覧
掖久・夜勾・掖玖・夜久
屋久島
多禰・多褹
種子島
阿麻彌・菴美・阿麻弥
奄美（大島）
度感
徳之島。一説にトカラ列島。
信覚
石垣島？
球美
久米島。一説に西表島の古見。
貴駕島・貴海島
喜界島。平家物語には鬼界ヶ島が登場するが薩摩の硫黄島との混同があるとされる。
阿児奈波
沖縄、それも本島のことか。なお日本の記録には本島に関する記録は皆無で、ここの住民は日本の朝廷に朝貢しなかったようである。このことからトカラ、奄美大島周辺が日本の朝廷が影響力を及ぼせる南限とみられ、律令制に組み込んで実効支配できたのは多禰国（種子島とその周辺の島々）までだったようである。

## 考古学
種子島からは弥生時代から飛鳥時代頃までに独自の弥生文化が栄えた広田遺跡が、沖縄本島周辺からは縄文文化の影響を受けた独自の文化である貝塚文化が、先島諸島からは南方系だが詳しい系統のはっきりしない無土器期文化が発見されている。奄美群島・喜界島の城久遺跡はかなりの規模だがこれは在地のものではなく、他所からの移住者が作った遺跡だと考えられている。
種子島周辺は早い段階で律令体制に組み込まれたため日本本土と同化されたが奄美以南は中世の頃まで独自の文化を保持していたとされており、現在の沖縄人の先祖である琉球祖語の話者が南下したのはグスク時代の頃だと考えられている。